# Cheilosia rufipes
Cheilosia rufipes là một loài ruồi trong họ Ruồi giả ong (Syrphidae). Loài này được Preysller mô tả khoa học đầu tiên năm 1793. Cheilosia rufipes phân bố ở vùng Cổ Bắc giới